# Shōgun (miniserie din 1980)
Shōgun este o miniserie de televiziune dramă istorică americană din 1980, bazată pe romanul cu același nume al lui James Clavell din 1975. Serialul a fost produs de Paramount Television și difuzat pentru prima dată în Statele Unite pe NBC, în cinci seri consecutive, între 15 și 19 septembrie 1980. A fost scris de Eric Bercovici și regizat de Jerry London și îi are în distribuție pe Richard Chamberlain, Toshiro Mifune și Yoko Shimada. Clavell a fost producător executiv. A fost filmat în întregime în Japonia.
Shōgun a primit, în general, recenzii pozitive de la critici și a câștigat mai multe premii, inclusiv premiul Emmy pentru cea mai bună miniserie, premiul Globul de Aur pentru cel mai bun serial dramatic și un premiu Peabody din 1981. Un remake al acestei miniserii a fost lansat de FX în februarie 2024.

## Acțiunea
După ce nava sa comercială olandeză Erasmus și echipajul său sunt aruncate la țărm de o furtună violentă la Anjiro, pe coasta de est a Japoniei, pilotul-major John Blackthorne, navigatorul englez al navei, este luat prizonier de războinicii samurai. Când este ulterior eliberat temporar, el trebuie să renunțe la identitatea sa engleză, adaptându-se în același timp la cultura japoneză, neobișnuită lui, pentru a supraviețui. Fiind englez, Blackthorne este în dezacord atât religios, cât și politic cu inamicii săi, comercianții portughezi și ordinul iezuit al Bisericii Catolice. Astfel, Blackthorne, un protestant și, prin urmare, un eretic, este într-un dezavantaj politic. Aceeași situație, însă, îl aduce și sub controlul influentului Senior Toranaga, care nu are încredere în această religie străină care se răspândește acum în toată Japonia. El concurează cu alți războinici samurai de rang înalt similar, printre ei convertiți catolici, pentru poziția foarte puternică de shōgun, guvernator militar al Japoniei.
Prin intermediul unui interpret, Blackthorne dezvăluie mai târziu anumite detalii surprinzătoare despre comercianții portughezi și stăpânii lor iezuiți. El îi explică Seniorului Toranaga despre termenii Tratatului de la Tordesillas care a fost semnat între Portugalia și Spania în 1494, forțându-l pe Toranaga să aibă încredere în el; ei formează o alianță, spre supărarea iezuiților. Pentru a-l ajuta pe englez să învețe limba și să se adapteze la cultura japoneză, Toranaga îi atribuie un profesor și un interpret, frumoasa Lady Mariko, o convertită la catolicism și unul dintre cei mai de încredere oameni ai lui Toranaga. Blackthorne se îndrăgostește de ea, dar Mariko este deja căsătorită, iar dragostea lor este în cele din urmă condamnată de circumstanțele viitoare. Blackthorne ajunge, de asemenea, să salveze viața unui portughez, pilotul Vasco Rodrigues, care devine prietenul său, în ciuda faptului că se află în părți opuse.
Blackthorne îi salvează viața lui Toranaga ajutându-l să scape din Castelul Osaka și din ghearele dușmanului său de multă vreme, Seniorul Ishido. Pentru a-l recompensa pe englez și pentru a-l lega pentru totdeauna de serviciul său, Toranaga îl face pe Blackthorne hatamoto, un servitor personal, și îi dăruiește un pistol european cu cremene. Mai târziu, Blackthorne îi salvează din nou viața lui Toranaga în timpul unui cutremur trăgându-l dintr-o fisură care s-a deschis și l-a înghițit pe senior, aproape ucigându-l. După ce și-a dovedit valoarea și loialitatea față de războinic, în timpul unei ceremonii nocturne ținute în fața unei mulțimi de vasali și samurai adunați, Seniorul Toranaga îl face pe Blackthorne un samurai; el îi acordă cele două săbii , 20 de kimono, 200 de samurai proprii și o feudă generatoare de venituri, satul de pescari Anjiro, unde Blackthorne a fost aruncat la țărm pentru prima dată împreună cu nava și echipajul său. Nava reparată a lui Blackthorne, Erasmus, sub paza de samurailor lui Toranaga și ancorată în apropiere de Kyoto, este pierdută în urma unui incendiu, care s-a extins rapid atunci când lămpile de noapte ale navelor sunt răsturnate de un val de furtună. În timpul unui atac ulterior asupra Castelului Osaka de către asasini ninja, plătiți în secret de Seniorul Ishido, Mariko este ucisă în timp ce îi salvează viața lui Blackthorne, care este temporar orbit de explozia de pulbere neagră care o ucide. Seniorul Yabu este forțat să comită seppuku pentru implicarea sa în atacul ninja, în care a fost forțat de Ishido. Chiar înainte de a muri, Yabu îi dă lui Blackthorne katana, iar nepotul lui Yabu, Omi, devine daimyō al lui Izu.
Blackthorne supraveghează construcția unei noi nave, The Lady, folosind fondurile pe care Mariko i le-a lăsat în testamentul ei tocmai în acest scop. Blackthorne este urmărit de la distanță de Seniorul Toranaga; acesta își dezvăluie gândurile interioare, observând că Blackthorne mai are multe de învățat. Toranaga a fost cel care a ordonat ca Erasmus să fie distrusă pentru a-l ține pe Blackthorne ferit de inamicii săi portughezi, care se temeau de acțiunile sale ostile cu nava (și, dacă va fi nevoie, va distruge și noua navă pe care o construiește în prezent Blackthorne). El dezvăluie, de asemenea, rolul secret, dar vital, al lui Mariko în marea înșelăciune a dușmanilor săi și, ca urmare, modul în care ei îi era destinat să moară, ajutând la asigurarea viitoarei sale victorii finale. Seniorul știe că soarta l-a adus pe Blackthorne în Japonia și că englezul, acum servitorul și samuraiul său de încredere, nu are voie să plece niciodată. Toranaga știe, de asemenea, că este karma lui de a deveni shōgun.
Într-un epilog narat, se dezvăluie că Toranaga și armata sa triumfă în bătălia de la Sekigahara; el îl capturează și apoi îl dezonorează pe vechiul său rival, Seniorul Ishido, îngropându-l până la gât pentru a muri încet. Naratorul ajunge la concluzia că, atunci când împăratul Japoniei i-a oferit lui Toranaga poziția de shōgun, el „a fost de acord fără tragere de inimă”.

## Distribuție
| Actor               | Rol                                             |
| Roluri principale   | Roluri principale                               |
| ------------------- | ----------------------------------------------- |
| Richard Chamberlain | Pilotul-Major John Blackthorne „Anjin-san”      |
| Toshiro Mifune      | Yoshi Toranaga, Seniorul Regiunii Kanto         |
| Yoko Shimada        | Lady Toda Buntaro „Mariko”                      |
| Frankie Sakai       | Seniorul Kashigi Yabu, Daimyo de Izu            |
| Roluri secundare    |                                                 |
| Alan Badel          | Părintele Dell'Aqua                             |
| Michael Hordern     | Fratele Domingo                                 |
| Damien Thomas       | Părintele Martin Alvito                         |
| John Rhys-Davies    | Vasco Rodrigues                                 |
| Vladek Sheybal      | Căpitanul Ferreira                              |
| George Innes        | Johann Vinck                                    |
| Leon Lissek         | Părintele Sebastio                              |
| Yūki Meguro         | Kashigi Omi, Conducătorul Samurailor din Anjiro |
| Hideo Takamatsu     | Seniorul Toda Buntaro                           |
| Hiromi Senno        | Usagi Fujiko                                    |
| Nobuo Kaneko        | Ishido Kazunari, Conducătorul Castelului Osaka  |
| Alte roluri         |                                                 |
| Edward Peel         | Jan Pieterzoon                                  |
| Eric Richard        | Maetsukker                                      |
| Steve Ubels         | Roper                                           |
| Stewart MacKenzie   | Croocq                                          |
| John Carney         | Ginsel                                          |
| Ian Jentle          | Salamon                                         |
| Neil McCarthy       | Spillbergen                                     |
| Morgan Sheppard     | Specz                                           |
| Seiji Miyaguchi     | Muraji                                          |
| Toru Abe            | Toda Hiromatsu                                  |
| Mika Kitagawa       | Kiku                                            |
| Shin Takuma         | Yoshi Naga                                      |
| Hiroshi Hasegawa    | Căpitanul Galerei                               |
| Akira Sera          | Vechiul Grădinar                                |
| Hyoei Enoki         | Jirobei                                         |
| Miiko Taka          | Kiri                                            |
| Midori Takei        | Sono                                            |
| Ai Matsubara        | Rako                                            |
| Yumiko Morishita    | Asa                                             |
| Rinichi Yamamoto    | Yoshinaka                                       |
| Yuko Kada           | Sazuko                                          |
| Masumi Okada        | Fratele Michael                                 |
| Yosuke Natsuki      | Zataki                                          |
| Takeshi Obayashi    | Urano                                           |
| Yoshie Kitsuda      | Gyoko                                           |
| Masashi Ebara       | Suga                                            |
| Setsuko Sekine      | Genjiko                                         |
| Atsuko Sano         | Lady Ochiba                                     |
| Orson Welles        | Povestitor                                      |

## Episoade
| Episod | Data primei transmisiuni în SUA | Durată               | Note   | Audiență (milioane telespectatori) |
| ------ | ------------------------------- | -------------------- | ------ | ---------------------------------- |
| 01     | 15 septembrie 1980              | 8 pm – 11 pm Eastern | (3 hr) | 23,0                               |
| 02     | 16 septembrie 1980              | 8 pm – 10 pm Eastern |        | 24,7                               |
| 03     | 17 septembrie 1980              | 9 pm – 11 pm Eastern |        | 28,7                               |
| 04     | 18 septembrie 1980              | 9 pm – 11 pm Eastern |        | 27,7                               |
| 05     | 19 septembrie 1980              | 8 pm – 11 pm Eastern | (3 hr) | 24,5                               |

## Producție
Clavell și NBC au vrut ca Sean Connery să joace Blackthorne, dar Connery nu și-a dorit să lucreze luni de zile în Japonia, deoarece nu-i plăcuse să filmeze You Only Live Twice acolo. Potrivit documentarului The Making of Shōgun, alți actori luați în considerare pentru rol au fost Roger Moore și Albert Finney.
Clavell a spus că inițial s-a opus distribuirii lui Richard Chamberlain, dorindu-l pe Albert Finney. Cu toate acestea, el a fost extrem de mulțumit de prestația lui Chamberlain: „Este minunat”, a spus Clavell.
Nava cu vele europeană din secolul al XVI-lea folosită în serie a fost Golden Hinde, o replică a Golden Hind a lui Sir Francis Drake. A fost construită la începutul anilor 1970 pentru a marca 400 de ani de la circumnavigarea lui Drake. După ce a fost supusă unui program de restaurare, nava rămâne expusă la St Mary Overie Dock, Cathedral Street, Londra, SE1 9DE, Regatul Unit.
Filmările castelului lui Toranaga au fost făcute la Castelul Hikone din prefectura Shiga

## Recepție

### Recepție critică
Shōgun a apărut după ce alte două miniserii, Roots⁠(d) (1977) și Isus din Nazaret (miniserial) (1977) au avut un succes uriaș. Miniseria a adus cele mai mari ratinguri pentru o singură săptămână postului NBC, cu o medie de 26,3 milioane de telespectatori. A dus de asemenea la o creștere a vânzărilor romanului și la o creștere a percepției culturii japoneze în America.
Personajele japoneze vorbesc între ele în propria limbă, iar versiunea inițială a serialului nu a subtitrat dialogurile în japoneză, filmul fiind făcut din prisma lui Blackthorne, iar explicația netraducerii fiind: „ceea ce Blackthorne nu înțelege, nici noi nu ar trebui să înțelegem.”

## Vezi și
- Shōgun (miniserie din 2024)